# La Rasa (Hostal Nou)
La Rasa és un torrent afluent per la dreta de la Riera de Llanera que transcorre íntegrament pel terme municipal de Llobera (Solsonès). La seva xarxa hidrogràfica, que també transcorre íntegrament pel citat terme, està constituïda per tres cursos fluvials que sumen una longitud total de 4.302 metres.